# Microdymasius parvus
Microdymasius parvus là một loài bọ cánh cứng trong họ Cerambycidae.